# Agrigento (província)
A província de Agrigento é uma província italiana da região de Sicília com cerca de 441 669 habitantes, densidade de 145 hab/km². Está dividida em 43 comunas, sendo a capital Agrigento.
Situa-se ao longo da costa meridional da Sicília, fazendo fronteira a norte com a província de Palermo, a noroeste com a província de Trapani e a este com a província de Caltanissetta.